# Attentats du 4 juillet 2016 en Arabie saoudite
Les attentats du 4 juillet 2016 en Arabie saoudite sont trois attentats-suicides perpétrés à Médine, Djeddah et Qatif. L’une des explosions a eu lieu dans le parking de la Masjid al-Nabawi à Médine, la seconde avait comme cible une mosquée chiite à Qatif et la troisième près du consulat américain à Djeddah.

## Déroulement
Ces trois attentats ne sont pas revendiqués mais selon le quotidien français Le Monde, leur mode opératoire serait le même que ceux commis par l'État islamique.